# 索契站
索契站（俄语：Станция Сочи）是俄羅斯索契四個火車站中最大的一個，也是克拉斯諾達爾邊疆區最大的火車站之一；該站是北高加索鐵路局的一部分，啟用於1916年。
現今的車站大樓由蘇聯建築師阿列克謝·杜甚金設計，1950年9月13日開工建設，1952年9月10日竣工。其建築設計與克里米亞的辛菲洛普車站相似。為因應2014年冬季奧運會，車站進行了翻新。